# Rise of the Tyrant
Rise of the Tyrant är ett musikalbum av det Sverigebaserade death metal-bandet Arch Enemy. Det gavs ut av Century Media och släpptes den 26 september 2007.

## Låtlista
1. Blood on Your Hands – 4:41
2. The Last Enemy – 4:15
3. I Will Live Again – 3:32
4. In This Shallow Grave – 4:54
5. Revolution Begins – 4:11
6. Rise of the Tyrant – 4:33
7. The Day You Died – 4:52
8. Intermezzo Liberté – 2:51
9. Night Falls Fast – 3:18
10. The Great Darkness – 4:46
11. Vultures – 6:35
12. The Oath – 4:16 (Kiss-cover från albumet Music from "The Elder", bonusspår på den japanska utgåvan)

## Bandsättning
- Angela Gossow - sång
- Michael Amott - gitarr
- Christopher Amott - gitarr
- Sharlee D'Angelo - elbas
- Daniel Erlandsson - trummor